# Danh sách nhóm khủng bố đã chỉ định
Danh sách các nhóm khủng bố đã chỉ định liệt kê các nhóm được chỉ định là khủng bố của các chính phủ quốc gia hiện tại và trước đây, và các tổ chức liên chính phủ. Chỉ định như vậy thường có ảnh hưởng đáng kể đến các hoạt động của nhóm. Nhiều tổ chức được chỉ định là khủng bố đã phủ nhận sử dụng khủng bố như một chiến thuật quân sự để đạt được mục tiêu của họ.
Một số tổ chức có nhiều phe cánh hoặc thành phần, và một hoặc nhiều thành tố trong số đó có thể được chỉ định là khủng bố trong khi những thành tố khác thì không. Một số chính phủ thì chỉ định các nhà nước khác là khủng bố nhà nước và/hoặc khủng bố được nhà nước bảo trợ.
Do không có sự đồng thuận quốc tế về định nghĩa khủng bố có tính pháp lý, nên danh sách này có thể không phù hợp với lập trường của một quốc gia hay tổ chức xác định, đáng chú ý là có các phong trào đấu tranh giải phóng dân tộc hoặc cho quyền bình đẳng bị chính quyền cai trị gán là khủng bố.

## Các chỉ định hiện được Liên Hợp Quốc chấp thuận
Các tổ chức được Ủy ban trừng phạt Al-Qaida Hội đồng Bảo an Liên Hợp Quốc đưa ra theo các nghị quyết 1267 (1999) 1989 (2011) và 2253 (2015)
| Tổ chức | Tổ chức                                           | Chỉ định |
| ------- | ------------------------------------------------- | --- |
|         | Lữ đoàn Abdullah Azzam                            | Liên Hợp Quốc , Argentina , Bahrain , Canada , New Zealand , Pakistan , UAE , Anh Quốc , Hoa Kỳ |
|         | Abu Sayyaf                                        | Liên Hợp Quốc , Argentina , Úc , Bahrain , Canada , Nhật Bản , Malaysia , New Zealand , Philippines , UAE , Anh Quốc , Hoa Kỳ |
|         | Quân đội Hồi giáo Aden-Abyan                      | Liên Hợp Quốc , Argentina , Bahrain , New Zealand , Anh Quốc |
|         | Quỹ al-Haramain                                   | Liên Hợp Quốc , Argentina , Bahrain , New Zealand , Pakistan , Nga |
|         | Al-Itihaad al-Islamiya                            | Liên Hợp Quốc , Argentina , New Zealand , Anh Quốc |
|         | Al-Mourabitoun                                    | Liên Hợp Quốc , Argentina , Úc , Bahrain , Canada , Nhật Bản , New Zealand , Anh Quốc , Hoa Kỳ |
|         | Mặt trận al-Nusra                                 | Liên Hợp Quốc , Argentina , Úc , Bahrain , Canada , Iran , Nhật Bản , Kazakhstan , Kyrgyzstan , Malaysia , New Zealand , Nga , Ả Rập Xê Út , Tajikistan , Thổ Nhĩ Kỳ , UAE , Anh Quốc , Hoa Kỳ                                                                                  |
|         | al-Qaeda                                          | Liên Hợp Quốc , Liên minh châu Âu , Argentina , Úc , Bahrain , Canada , Trung Quốc , Ấn Độ , Iran , Israel , Nhật Bản , Kazakhstan , Kyrgyzstan , New Zealand , Pakistan , Paraguay , Nga , Thổ Nhĩ Kỳ , UAE , Anh Quốc , Hoa Kỳ                                                |
|         | Al-Qaeda tại bán đảo Ả Rập                        | Liên Hợp Quốc , Argentina , Úc , Bahrain , Canada , Malaysia , New Zealand , Ả Rập Xê Út , UAE , Hoa Kỳ |
|         | al-Qaeda in the Islamic Maghreb                   | Liên Hợp Quốc , Argentina , Úc , Bahrain , Canada , Nhật Bản , Malaysia , New Zealand , Nga , UAE , Hoa Kỳ |
|         | Ansar al-Sharia (Libya)                           | Liên Hợp Quốc , Argentina , Bahrain , New Zealand , UAE , Anh Quốc , Hoa Kỳ |
|         | Ansar al-Sharia (Tunisia)                         | Liên Hợp Quốc , Argentina , Bahrain , New Zealand , Tunisia , UAE , Anh Quốc , Hoa Kỳ |
|         | Ansar al-Islam                                    | Liên Hợp Quốc , Argentina , Úc , Bahrain , Canada , New Zealand , UAE , Anh Quốc , Hoa Kỳ |
|         | Ansar Dine                                        | Liên Hợp Quốc , Argentina , Bahrain , New Zealand , Hoa Kỳ |
|         | Ansaru                                            | Liên Hợp Quốc , Bahrain , New Zealand , Anh Quốc , Hoa Kỳ |
|         | Nhóm Hồi giáo Vũ trang Algeria                    | Liên Hợp Quốc , Argentina , Bahrain , Canada , New Zealand , Anh Quốc |
|         | Osbat al-Ansar                                    | Liên Hợp Quốc , Argentina , Bahrain , Canada , Kazakhstan , New Zealand , Nga , UAE , Anh Quốc , Hoa Kỳ |
|         | Boko Haram                                        | Liên Hợp Quốc , Úc , Bahrain , Canada , Malaysia , New Zealand , Thổ Nhĩ Kỳ , UAE , Anh Quốc , Hoa Kỳ |
|         | Caucasus Emirate                                  | Liên Hợp Quốc , Argentina , Bahrain , Canada , Nhật Bản , New Zealand , Nga , UAE , Anh Quốc , Hoa Kỳ |
|         | Jihad Hồi giáo Ai Cập                             | Liên Hợp Quốc , Argentina , Bahrain , Canada , New Zealand , Nga , Anh Quốc |
|         | Mạng lưới Haqqani                                 | Liên Hợp Quốc , Argentina , Canada , New Zealand , UAE , Anh Quốc , Hoa Kỳ |
|         | Harkat-ul-Jihad al-Islami                         | Liên Hợp Quốc , Argentina , Bahrain , New Zealand , Anh Quốc , Hoa Kỳ |
|         | Harkat-ul-Mujahideen                              | Liên Hợp Quốc , Bahrain , Canada , New Zealand , Ấn Độ , Anh Quốc , Hoa Kỳ |
|         | Harakat Sham al-Islam                             | Liên Hợp Quốc , Argentina , Bahrain , New Zealand , Hoa Kỳ |
|         | Jamiat ul-Ansar                                   | Liên Hợp Quốc , Úc , Canada , New Zealand , Ấn Độ , Pakistan |
|         | Hayat Tahrir al-Sham                              | Liên Hợp Quốc , Argentina , New Zealand , Thổ Nhĩ Kỳ , Anh Quốc , Hoa Kỳ |
|         | Liên minh Hồi giáo Jihad                          | Liên Hợp Quốc , Argentina , Trung Quốc , Kyrgyzstan , New Zealand , Pakistan , Anh Quốc , Hoa Kỳ |
|         | Phong trào Hồi giáo Uzbekistan                    | Liên Hợp Quốc , Argentina , Úc , Bahrain , Canada , Trung Quốc , Nhật Bản , Kazakhstan , Kyrgyzstan , New Zealand , Pakistan , Nga , Tajikistan , UAE , Anh Quốc , Hoa Kỳ |
|         | Islamic State in the Greater Sahara               | Liên Hợp Quốc , Hoa Kỳ |
|         | Nhà nước Hồi giáo Iraq và Levant                  | Liên Hợp Quốc , Liên minh châu Âu , Argentina , Úc , Bahrain , Canada , Trung Quốc , Ai Cập , Ấn Độ , Iran , Israel , Nhật Bản , Kazakhstan , Kyrgyzstan , Malaysia , New Zealand , Pakistan , Paraguay , Nga , Ả Rập Xê Út , Tajikistan , Thổ Nhĩ Kỳ , UAE , Anh Quốc , Hoa Kỳ |
|         | Nhà nước Hồi giáo Iraq và Levant - tỉnh Khorasan  | Liên Hợp Quốc , Argentina , Canada , New Zealand , Ấn Độ , Pakistan , Hoa Kỳ |
|         | Jaish-e-Mohammed                                  | Liên Hợp Quốc , Úc , Bahrain , Canada , Ấn Độ , New Zealand , Pakistan , UAE , Anh Quốc , Hoa Kỳ |
|         | Jaish al-Muhajireen wal-Ansar                     | Liên Hợp Quốc , Bahrain , Canada , New Zealand , Hoa Kỳ |
|         | Jamaah Ansharut Tauhid                            | Liên Hợp Quốc , Bahrain , Malaysia , New Zealand , Hoa Kỳ |
|         | Jama'at Nasr al-Islam wal Muslimin                | Liên Hợp Quốc , Canada , New Zealand , Anh Quốc , Hoa Kỳ |
|         | Jamaat-ul-Ahrar                                   | Liên Hợp Quốc , Argentina , New Zealand , Pakistan , Anh Quốc , Hoa Kỳ |
|         | Jemaah Islamiyah                                  | Liên Hợp Quốc , Argentina , Úc , Bahrain , Canada , Malaysia , New Zealand , Anh Quốc , Hoa Kỳ |
|         | Jund al-Aqsa                                      | Liên Hợp Quốc , Argentina , Malaysia , New Zealand , Ả Rập Xê Út , Anh Quốc , Hoa Kỳ |
|         | Jund al-Khilafah                                  | Liên Hợp Quốc , Argentina , Bahrain , Kazakhstan , New Zealand , Anh Quốc , Hoa Kỳ |
|         | Katibat al-Imam al-Bukhari                        | Liên Hợp Quốc , Argentina , New Zealand , Kyrgyzstan , Hoa Kỳ |
|         | Lashkar-e-Taiba                                   | Liên Hợp Quốc , Argentina , Úc , Bahrain , Canada , Ấn Độ , Pakistan , Tajikistan , New Zealand , Nga , UAE , Anh Quốc , Hoa Kỳ |
|         | Lashkar-e-Jhangvi                                 | Liên Hợp Quốc , Argentina , Úc , Bahrain , Canada , New Zealand , Pakistan , Anh Quốc , Hoa Kỳ |
|         | Nhóm chiến đấu Hồi giáo Libya                     | Liên Hợp Quốc , Argentina , Bahrain , New Zealand |
|         | Nhóm chiến đấu Hồi giáo Morocco                   | Liên Hợp Quốc , Argentina , Bahrain , New Zealand , Anh Quốc |
|         | Phong trào vì sự Đồng nhất và Thánh chiến Tây Phi | Liên Hợp Quốc , Argentina , Bahrain , Canada , New Zealand , Hoa Kỳ |
|         | Mujahidin Indonesia Timur                         | Liên Hợp Quốc , Argentina , Bahrain , Malaysia , New Zealand , Anh Quốc , Hoa Kỳ |
|         | Hiệp hội Hồi sinh Di sản Hồi giáo                 | Liên Hợp Quốc , Bahrain , New Zealand , Nga |
|         | Tehrik-i-Taliban Pakistan                         | Liên Hợp Quốc , Argentina , Bahrain , Canada , New Zealand , Pakistan , UAE , Anh Quốc , Hoa Kỳ |
|         | Đảng Hồi giáo Turkistan                           | Liên Hợp Quốc , Liên minh châu Âu , Argentina , Bahrain , Canada , Trung Quốc , Kazakhstan , Kyrgyzstan , Malaysia , New Zealand , Nga , Tajikistan , Thổ Nhĩ Kỳ , UAE , Anh Quốc , Hoa Kỳ                                                                                      |

## Các chỉ định hiện chưa được Liên Hợp Quốc chấp thuận
Các chỉ định do một hoặc một nhóm nước đưa ra.
| Tổ chức                                                 | Tổ chức | Chỉ định |
| ------------------------------------------------------- | --- | --- |
|                                                         | Tổ chức Abu Nidal                                                                                            | Liên minh châu Âu , Canada , Anh Quốc |
|                                                         | Những người lính Ai Cập (Ajnad Misr)                                                                         | Ai Cập , Anh Quốc , Hoa Kỳ |
|                                                         | Quỹ al-Aqsa                                                                                                  | Liên minh châu Âu |
|                                                         | Lữ đoàn Cảm tử al-Aqsa; al-Aqsa Martyrs' Brigades                                                            | Liên minh châu Âu , Canada , New Zealand , Hoa Kỳ |
|                                                         | Lữ đoàn al-Ashtar                                                                                            | Bahrain , Canada , Anh Quốc , Hoa Kỳ |
|                                                         | Al-Badr | Ấn Độ |
|                                                         | al-Jama'a al-Islamiyya                                                                                       | Liên minh châu Âu , Canada , Nga , UAE , Anh Quốc , Hoa Kỳ                                                                                            |
|                                                         | Al Ghurabaa                                                                                                  | Anh Quốc |
|                                                         | al-Qaeda tại Tiểu lục địa Ấn Độ                                                                              | Úc , Canada , Ấn Độ , Pakistan , Hoa Kỳ |
|                                                         | Al-Shabaab                                                                                                   | Úc , Canada , Malaysia , New Zealand , UAE , Anh Quốc , Hoa Kỳ                                                                                        |
|                                                         | Takfir wal-Hijra                                                                                             | Liên minh châu Âu , Kazakhstan |
|                                                         | Al-Umar-Mujahideen                                                                                           | Ấn Độ |
|                                                         | Lực lượng Hổ toàn Tripura; All Tripura Tiger Force                                                           | Ấn Độ |
|                                                         | Ansar Bait al-Maqdis                                                                                         | Úc , Canada , Ai Cập , Israel , New Zealand , UAE , Anh Quốc , Hoa Kỳ                                                                                 |
|                                                         | Ansar Khalifa Philippines                                                                                    | Úc , Malaysia |
|                                                         | Ansar ul Islam                                                                                               | Anh Quốc , Hoa Kỳ |
|                                                         | Quân đội cứu thế Arakan Rohingya                                                                             | Malaysia , Myanmar |
|                                                         | Quân đội Hồi giáo                                                                                            | UAE , Hoa Kỳ |
|                                                         | Army of the Men of the Naqshbandi Order                                                                      | Hoa Kỳ |
|                                                         | Asa'ib Ahl al-Haq                                                                                            | UAE , Hoa Kỳ |
|                                                         | Aum Shinrikyo                                                                                                | Canada , Nhật Bản , Kazakhstan , Nga , Hoa Kỳ |
|                                                         | Tổ chức Badr                                                                                                 | UAE |
|                                                         | Babbar Khalsa                                                                                                | Liên minh châu Âu , Canada , Ấn Độ , Malaysia , Anh Quốc                                                                                              |
|                                                         | Phong trào Tự do Bahrain                                                                                     | Bahrain |
|                                                         | Quân Giải phóng Balochistan                                                                                  | Liên minh châu Âu , Pakistan , Anh Quốc , Hoa Kỳ |
|                                                         | Chiến binh Tự do Hồi giáo Bangsamoro                                                                         | Úc , Malaysia |
|                                                         | Blood & Honour                                                                                               | Canada |
|                                                         | Combat 18 | Canada |
|                                                         | Ủy ban Từ thiện và Đoàn kết với Palestine                                                                    | Israel |
|                                                         | Đảng Cộng sản Ấn Độ (Marxist - Leninist) Chiến tranh Nhân dân                                                | Ấn Độ |
|                                                         | Đảng Cộng sản Philippines / Quân đội Nhân dân mới                                                            | Liên minh châu Âu , New Zealand , Philippines , Hoa Kỳ                                                                                                |
|                                                         | Đảng Cộng sản Thổ Nhĩ Kỳ - Marxist-Leninist (TKP-ML)                                                         | Thổ Nhĩ Kỳ |
|                                                         | Âm mưu của Hạt nhân Lửa; Conspiracy of Fire Nuclei                                                           | Hoa Kỳ |
|                                                         | Quân đội Cộng hòa Ireland Liên tục; Continuity IRA                                                           | New Zealand , Anh Quốc , Hoa Kỳ |
|                                                         | Cumann na mBan                                                                                               | Anh Quốc |
|                                                         | Deendar Anjuman                                                                                              | Ấn Độ |
|                                                         | Dukhtaran-e-Millat                                                                                           | Ấn Độ |
|                                                         | Trung tâm Thông tin Đông Turkestan                                                                           | Trung Quốc |
|                                                         | Tổ chức Giải phóng Đông Turkestan                                                                            | Trung Quốc , Kazakhstan , Kyrgyzstan , Ả Rập Xê Út |
|                                                         | ETA, Euskadi Ta Askatasuna                                                                                   | Liên minh châu Âu , Canada , New Zealand , Anh Quốc , Hoa Kỳ                                                                                          |
|                                                         | Liên minh Thanh niên 14 tháng Hai                                                                            | Bahrain |
|                                                         | Fianna Éireann                                                                                               | Anh Quốc |
|                                                         | Các nhóm Kháng chiến chống Phát xít 1 tháng 10; GRAPO, Grupos de Resistencia Antifascista Primero de Octubre | Liên minh châu Âu |
|                                                         | Force 17 | Israel , Anh Quốc |
|                                                         | Great Eastern Islamic Raiders' Front (Mặt trận của những kẻ tấn công Hồi giáo vĩ đại)                        | Liên minh châu Âu , Thổ Nhĩ Kỳ |
|                                                         | Phong trào Gülen                                                                                             | Thổ Nhĩ Kỳ , Pakistan , HĐHT Vùng Vịnh |
|                                                         | Hamas | Liên minh châu Âu , Canada , Israel , Nhật Bản , Paraguay , Anh Quốc , Hoa Kỳ                                                                         |
|                                                         | Lữ đoàn Izz ad-Din al-Qassam                                                                                 | Liên minh châu Âu , Úc , Canada , New Zealand , Anh Quốc , Hoa Kỳ                                                                                     |
|                                                         | Harakat Ansar Iran                                                                                           | Iran , Nhật Bản |
|                                                         | Harakat Hezbollah al-Nujaba                                                                                  | Hoa Kỳ |
|                                                         | Harkat-ul-Jihad-al-Islami Bangladesh                                                                         | New Zealand , Anh Quốc , Hoa Kỳ |
|                                                         | Harakat-Ul-Mujahideen/Alami                                                                                  | Anh Quốc |
|                                                         | Phong trào Căng thẳng                                                                                        | Canada , Anh Quốc , Hoa Kỳ |
|                                                         | Hezb-e Islami Gulbuddin                                                                                      | Canada |
|                                                         | Hezbollah | Đức, Áo, Hà Lan, Argentina , Bahrain , Canada , Colombia , Honduras , Israel , Nhật Bản , Malaysia , Paraguay , Ả Rập Xê Út , UAE , Anh Quốc , Hoa Kỳ |
|                                                         | Kurdish Hezbollah                                                                                            | Thổ Nhĩ Kỳ |
|                                                         | Hezbollah (Cánh quân sự)                                                                                     | Liên minh châu Âu , Bahrain , Canada , Malaysia , New Zealand , Ả Rập Xê Út , UAE , Anh Quốc , Hoa Kỳ                                                 |
|                                                         | Hezbollah (Tổ chức an ninh đối ngoại)                                                                        | Argentina , Úc , Bahrain , Canada , Malaysia , Ả Rập Xê Út , UAE , Anh Quốc , Hoa Kỳ                                                                  |
|                                                         | Hezbollah Al-Hejaz                                                                                           | Ả Rập Xê Út , UAE |
|                                                         | Hizb ut-Tahrir                                                                                               | Trung Quốc , Ai Cập , Iran , Kazakhstan , Pakistan , Nga , Ả Rập Xê Út , Tunisia , Thổ Nhĩ Kỳ                                                         |
|                                                         | Hizbul Mujahideen                                                                                            | Liên minh châu Âu , Ấn Độ , Hoa Kỳ |
|                                                         | Mạng lưới Hofstad                                                                                            | Liên minh châu Âu |
|                                                         | Quỹ Cứu trợ và Phát triển Holy Land                                                                          | Liên minh châu Âu , Israel |
|                                                         | Houthis | Malaysia , Ả Rập Xê Út , UAE |
|                                                         | Indian Mujahideen                                                                                            | Canada , Ấn Độ , New Zealand , UAE , Anh Quốc , Hoa Kỳ                                                                                                |
|                                                         | Liên đoàn Thanh niên Sikh Quốc tế                                                                            | Liên minh châu Âu , Canada , Ấn Độ |
|                                                         | Quân đội Giải phóng Dân tộc Ireland                                                                          | Anh Quốc |
|                                                         | Tổ chức Giải phóng Nhân dân Ireland                                                                          | Anh Quốc |
|                                                         | Quân đội Cộng hòa Ireland                                                                                    | Anh Quốc |
|                                                         | Islamic Jihad / Jamaat Mujahideen                                                                            | Nga |
|                                                         | Quỹ cứu trợ quốc tế cho người bị ảnh hưởng và thiếu thốn - Canada                                            | Canada |
|                                                         | Liên minh Quốc tế các Học giả Hồi giáo                                                                       | Bahrain , Ai Cập , Ả Rập Xê Út , UAE |
|                                                         | Đảng Phục hưng Hồi giáo Tajikistan                                                                           | Tajikistan |
|                                                         | Vệ binh Cách mạng Hồi giáo Iran                                                                              | Bahrain , Ả Rập Xê Út , Hoa Kỳ |
| Lực lượng Quds của Lực lượng Vệ binh Cách mạng Hồi giáo | Bahrain , Canada , Ả Rập Xê Út , Hoa Kỳ                                                                      | |
|                                                         | Nhà nước Hồi giáo Iraq và Levant - tỉnh Kavkaz                                                               | Hoa Kỳ |
|                                                         | Nhà nước Hồi giáo Iraq và Levant - tỉnh Sinai                                                                | Úc , Canada , Malaysia , New Zealand , Qatar , Hoa Kỳ                                                                                                 |
|                                                         | Nhà nước Hồi giáo Iraq và Levant - tỉnh Libya                                                                | Úc , Hoa Kỳ |
|                                                         | Nhà nước Hồi giáo Iraq và Levant - tỉnh Yemen                                                                | Hoa Kỳ |
|                                                         | Jamaat al Dawa al Quran                                                                                      | Hoa Kỳ |
|                                                         | Jamaat Ul-Furquan                                                                                            | Anh Quốc |
|                                                         | Jamaat-ul-Mujahideen Bangladesh                                                                              | Ấn Độ , Malaysia , Anh Quốc |
|                                                         | Jamiat al-Islah al-Idzhtimai                                                                                 | Nga |
|                                                         | Jamiat-e Islami                                                                                              | Nga |
|                                                         | Jund al-Sham                                                                                                 | Nga |
|                                                         | Jundallah | Iran , New Zealand , Hoa Kỳ |
|                                                         | Kach and Kahane Chai                                                                                         | Canada , Israel , Hoa Kỳ |
|                                                         | Đảng Cộng sản Kangleipak                                                                                     | Ấn Độ |
|                                                         | Kanglei Yawol Kanna Lup                                                                                      | Ấn Độ |
|                                                         | Kata'ib Hezbollah                                                                                            | UAE , Hoa Kỳ |
|                                                         | Khalistan Commando Force                                                                                     | Ấn Độ |
|                                                         | Khalistan Zindabad Force                                                                                     | Liên minh châu Âu , Ấn Độ |
|                                                         | Khuddam ul-Islam                                                                                             | Anh Quốc |
|                                                         | Đảng Komala của người Kurd Iran, Komala-PIK                                                                  | Iran , Nhật Bản |
|                                                         | Komala–CPI                                                                                                   | Iran , Nhật Bản |
|                                                         | Komala–KTP                                                                                                   | Iran |
|                                                         | Liên minh Cộng đồng Kurdistan                                                                                | Thổ Nhĩ Kỳ |
|                                                         | Đảng Dân chủ Kurdistan/Bắc                                                                                   | Thổ Nhĩ Kỳ |
|                                                         | Đảng Dân chủ Irani Kurdistan; Democratic Party of Iranian Kurdistan                                          | Iran |
|                                                         | Đảng Dân chủ Kurdistan (Iran); Kurdistan Democratic Party (Iran)                                             | Iran |
|                                                         | Chim ưng Tự do Kurdistan; Kurdistan Freedom Hawks                                                            | Liên minh châu Âu , Anh Quốc |
|                                                         | Đảng Tự do Kurdistan                                                                                         | Iran |
|                                                         | Đảng Công nhân Kurd PKK                                                                                      | Liên minh châu Âu , Úc , Canada , Iran , Nhật Bản , Kazakhstan , Kyrgyzstan , New Zealand , Thổ Nhĩ Kỳ , Anh Quốc , Hoa Kỳ                            |
|                                                         | Những con Hổ giải phóng Tamil; LTTE, Liberation Tigers of Tamil Eelam                                        | Liên minh châu Âu , Canada , Ấn Độ , Malaysia , Anh Quốc , Hoa Kỳ                                                                                     |
|                                                         | Liwa Fatemiyoun                                                                                              | Canada |
|                                                         | Lực lượng Tình nguyện Trung thành                                                                            | Anh Quốc |
|                                                         | Majelis Mujahidin Indonesia                                                                                  | Hoa Kỳ |
|                                                         | Mặt trận Giải phóng Nhân dân Manipur                                                                         | Ấn Độ |
|                                                         | Maoist Communist Centre of India                                                                             | Ấn Độ |
|                                                         | Đảng Cộng sản Marxist Leninist (Turkey)                                                                      | Thổ Nhĩ Kỳ |
|                                                         | Hội đồng Mujahideen Shura vùng xung quanh Jerusalem                                                          | Canada , Hoa Kỳ |
|                                                         | Anh em Hồi giáo                                                                                              | Ai Cập , Kazakhstan , Nga , Ả Rập Xê Út , Tajikistan , UAE                                                                                            |
|                                                         | Hành động Quốc gia (UK)                                                                                      | Anh Quốc |
|                                                         | Quân Giải phóng Dân tộc Colombia; ELN, Ejército de Liberación Nacional                                       | Liên minh châu Âu , Canada , New Zealand , Hoa Kỳ |
|                                                         | Mặt trận Dân chủ Quốc gia Bodoland                                                                           | Ấn Độ |
|                                                         | Mặt trận Giải phóng Dân tộc Tripura                                                                          | Ấn Độ |
|                                                         | Phong trào Giải phóng Dân tộc Ahwaz                                                                          | Nhật Bản |
|                                                         | Orange Volunteers                                                                                            | Anh Quốc |
|                                                         | Mặt trận Giải phóng Palestine                                                                                | Canada , Israel , Hoa Kỳ |
|                                                         | Phong trào Thánh chiến Hồi giáo Palestine; Palestinian Islamic Jihad                                         | Liên minh châu Âu , Úc , Canada , Israel , New Zealand , Anh Quốc , Hoa Kỳ                                                                            |
|                                                         | Interpal; Quỹ Phát triển Cứu trợ Palestine                                                                   | Israel |
|                                                         | Đảng Cuộc sống Tự do Kurdistan, PJAK                                                                         | Iran , Nhật Bản , Thổ Nhĩ Kỳ , Hoa Kỳ |
|                                                         | Đại hội các Dân tộc Ichkeria và Dagestan                                                                     | Nga |
|                                                         | Quân Giải phóng Nhân dân Manipur                                                                             | Ấn Độ |
|                                                         | Mujahedin Nhân dân của Iran                                                                                  | Iran , Iraq , Nhật Bản |
| Hội đồng Kháng chiến Toàn quốc Iran                     | Iran | |
|                                                         | Đảng Cách mạng Nhân dân Kangleipak                                                                           | Ấn Độ |
|                                                         | Mặt trận Bình dân Giải phóng Palestine                                                                       | Liên minh châu Âu , Canada , Hoa Kỳ |
|                                                         | Mặt trận Bình dân Giải phóng Palestine - General Command                                                     | Liên minh châu Âu , Canada , Anh Quốc , Hoa Kỳ |
|                                                         | Pravyi Sektor                                                                                                | Nga |
|                                                         | Lữ đoàn Ngày hứa                                                                                             | UAE |
|                                                         | Quân đội Cộng hòa Ireland Lâm thời                                                                           | Anh Quốc |
|                                                         | Quân đội Cộng hòa Ireland thực sự                                                                            | New Zealand , Anh Quốc , Hoa Kỳ |
|                                                         | Bộ tư lệnh Tay đỏ                                                                                            | Anh Quốc |
|                                                         | Bảo vệ Tay đỏ                                                                                                | Anh Quốc |
|                                                         | Lực lượng Vũ trang Cách mạng Colombia                                                                        | Canada , Hoa Kỳ |
|                                                         | Tổ chức Cách mạng 17 tháng 11                                                                                | Anh Quốc |
|                                                         | Đảng Cách mạng Kurd                                                                                          | Thổ Nhĩ Kỳ |
|                                                         | Đảng Giải phóng Nhân dân Cách mạng - Mặt trận                                                                | Liên minh châu Âu , New Zealand , Thổ Nhĩ Kỳ , Anh Quốc , Hoa Kỳ                                                                                      |
|                                                         | Đấu tranh Cách mạng                                                                                          | Hoa Kỳ |
|                                                         | Phong trào Sabireen                                                                                          | Canada , Hoa Kỳ |
|                                                         | Saor Éire | Anh Quốc |
|                                                         | The Saved Sect                                                                                               | Anh Quốc |
|                                                         | Tablighi Jamaat                                                                                              | Kazakhstan , Tajikistan |
|                                                         | Tevhid-Selam (Al-Quds Army)                                                                                  | Thổ Nhĩ Kỳ |
|                                                         | Saraya al-Mukhtar                                                                                            | Bahrain , Ai Cập , Ả Rập Xê Út , UAE |
|                                                         | Con đường sáng; Shining Path                                                                                 | Liên minh châu Âu , Canada , New Zealand , Hoa Kỳ |
|                                                         | Hội đồng Shura của Cách mạng Benghazi; Shura Council of Benghazi Revolutionaries                             | Bahrain , Ai Cập , Ả Rập Xê Út , UAE |
|                                                         | Sipah-e-Sahaba Pakistan                                                                                      | Pakistan , Anh Quốc |
|                                                         | Sonnenkrieg Division                                                                                         | Anh Quốc |
|                                                         | Phong trào Sinh viên Hồi giáo Ấn Độ; Students Islamic Movement of India                                      | Ấn Độ |
|                                                         | Supreme Military Majlis ul-Shura of the United Mujahideen Forces of Caucasus                                 | Nga |
|                                                         | Taliban | Canada , Nhật Bản , Kazakhstan , Kyrgyzstan , New Zealand , Nga , Tajikistan , UAE                                                                    |
|                                                         | Tehreek-e-Nafaz-e-Shariat-e-Mohammadi                                                                        | Pakistan , Anh Quốc |
|                                                         | Quân Giải phóng Tamil Nadu                                                                                   | Ấn Độ |
|                                                         | Đội quân Truy hồi Quốc gia Tamil                                                                             | Ấn Độ |
|                                                         | Tanzim | Israel |
|                                                         | Chính phủ quốc gia Việt Nam lâm thời                                                                         | Việt Nam |
|                                                         | Hiệp hội Phòng vệ Ulster                                                                                     | Anh Quốc |
|                                                         | Lực lượng tình nguyện Ulster                                                                                 | Anh Quốc |
|                                                         | Mặt trận Giải phóng Thống nhất Assam                                                                         | Ấn Độ |
|                                                         | Mặt trận Giải phóng Dân tộc Thống nhất                                                                       | Ấn Độ |
| ·                                                       | Quân đội Hoa Kỳ, CENTCOM và DoD                                                                              | Iran |
|                                                         | Usbet al-Thaireen                                                                                            | Hoa Kỳ |
|                                                         | Vanguards of Conquest                                                                                        | Canada |
|                                                         | Việt Tân | Việt Nam |
|                                                         | Phong trào Tamil Thế giới                                                                                    | Canada |
|                                                         | Đại hội Uyghur Thế giới                                                                                      | Trung Quốc |
|                                                         | Lữ đoàn Cảm tử Yarmouk                                                                                       | Hoa Kỳ |

## Các tổ chức chính thức được chỉ định trong quá khứ
Dưới đây là danh sách các tổ chức đã chính thức được một số nước chỉ định là khủng bố trong quá khứ, nay đã bị hủy bỏ. Một số tổ chức đấu tranh giải phóng dân tộc được phương tây xếp là "khủng bố". 
| Tổ chức                            | Tổ chức                                                   | Chỉ định |
| ---------------------------------- | --------------------------------------------------------- | --- |
|                                    | Đại hội Dân tộc Phi                                       | South Africa (16/12/1961 – 11/2/1990), Hoa Kỳ (8/1988 – 2008)                                                                            |
|                                    | Aum Shinrikyo                                             | Liên minh châu Âu (? – 18/7/2011) |
|                                    | Lực lượng Phòng vệ thống nhất Colombia                    | Liên minh châu Âu (? – 18/7/2011), Hoa Kỳ (2001–2014)                                                                                    |
|                                    | Mặt trận Dân chủ Giải phóng Palestine                     | Hoa Kỳ (10/8/1997 – 10/8/1999) |
|                                    | Mặt trận Giải phóng Quebec; Front de libération du Québec | Canada (1/4/1963 – 1971) |
|                                    | Hội đồng Giải phóng Quốc gia Hynniewtrepl                 | Ấn Độ (16/11/2000 – 2011) |
|                                    | Kach and Kahane Chai                                      | Liên minh châu Âu (? – 12/7/2010) |
|                                    | Hồng quân Nhật Bản                                        | Hoa Kỳ (8/10/1997 – 8/10/2001) |
|                                    | Khmer Rouge                                               | Hoa Kỳ (8/10/1997 – 8/10/1999) |
|                                    | Mặt trận yêu nước của Manuel Rodríguez                    | Hoa Kỳ (8/10/1997 – 8/10/1999) |
|                                    | Mujahedin Nhân dân của Iran                               | Canada (24/5/2005 – 20/12/2012), Liên minh châu Âu (5/2002 – 26/1/2009), Anh Quốc (28/3/2001 – 24/6/2008), Hoa Kỳ (8/7/1997 – 28/9/2012) |
| Hội đồng Kháng chiến Quốc gia Iran | Hoa Kỳ (15/8/2003 – 28/9/2012)                            | |
|                                    | Mặt trận Giải phóng Palestine                             | Anh Quốc (? – 12/7/2010) |
|                                    | Tổ chức Giải phóng Palestine                              | Anh Quốc (1988 – 1991) |
|                                    | Lữ đoàn Đỏ (1970–1988) (Brigate Rosse)                    | Ý |
|                                    | Hạt nhân Cách mạng; Revolutionary Nuclei                  | Hoa Kỳ (10/8/1997 – 18/5/2009) |
|                                    | Phong trào Cách mạng Túpac Amaru                          | Hoa Kỳ (10/8/1997 – 8/10/2001) |
|                                    | Lực lượng Vũ trang Cách mạng Colombia FARC                | Liên minh châu Âu (2001 – 13/11/2017) |
|                                    | Đảng Cộng sản Nepal (Maoist)                              | Hoa Kỳ (? – 6/9/2012) |
|                                    | Mặt trận Giải phóng Oromo                                 | Ethiopia (? – 2018) |
|                                    | Mặt trận Giải phóng Dân tộc Ogaden                        | Ethiopia (? – 2018) |
|                                    | Ginbot 7                                                  | Ethiopia (? – 2018) |